# Liolaemus riojanus
Espèce
Synonymes
- Liolaemus multimaculatus riojanus Cei, 1979

Statut de conservation UICN

 LC  : Préoccupation mineure
Liolaemus riojanus est une espèce de sauriens de la famille des Liolaemidae.

## Répartition et habitat
Cette espèce est endémique d'Argentine. Elle se rencontre dans les provinces de San Juan et de La Rioja. On la trouve entre 550 et 1 200 m d'altitude. Elle vit dans les dunes de sable, la végétation est majoritairement composée de Bulnesia retama et de Prosopis.

## Description
C'est un saurien ovipare.

## Étymologie
Cette espèce est nommée en référence au lieu de sa découverte, la province de La Rioja.

## Publication originale
- Cei, 1979 : A reassessment of the genus Ctenoblepharis (Reptilia, Sauria, Iguanidae) with description of a new subspecies of Liolaemus multimaculatus from western Argentina. Journal of Herpetology, vol. 13, no 3, p. 297-302.